# Henry Christensson
Henry Christensson, född 29 mars 1922 i Hudiksvall, död 10 januari 1996, var en svensk redaktör och TV-man.
Henry Christensson var son till postmästaren Carl Christensson. Han blev filosofie kandidat 1946 och arbetade 1947–1951 som redaktionssekreterare för Norstedts uppslagsbok. Christensson var 1952–1958 redaktionssekreterare för Sveriges radios utlandsprogram och 1958–1987 utrikesredaktör vid Sveriges Television.